# Donovan Carrillo
Donovan Carrillo (* 17. November 1999 in Zapopan, Jalisco) ist ein mexikanischer Eiskunstläufer, der in Einzellauf startet.
Donovan Carrillo wurde 2018 erstmals mexikanischer Meister bei den Senioren.
Im Jahr 2018 debütierte Carrillo bei den Vier-Kontinente-Meisterschaften. Sein bestes Ergebnis erreichte er bei diesem Turnier 2020 mit dem 15. Platz.
2018 hatte der Mexikaner auch sein Debüt bei den Weltmeisterschaften. Bei der Weltmeisterschaft 2021 erreichte er mit dem 20. Rang hierbei sein bestes Ergebnis.
Carrillo vertrat sein Heimatland bei den Olympischen Winterspielen 2022 in Peking. Dort erreichte er, nachdem er bei der Eröffnungsfeier die Fahne seines Heimatlandes tragen durfte, als erster Mexikaner die Kür. Im Kurzprogramm hatte er u. a. einen vierfachen Toeloop gestanden. Er beendete die Konkurrenz schließlich auf dem 22. Platz. Hierbei erzielte er persönliche Bestleistungen in allen Segmenten und in der Gesamtleistung (218,13 Punkte).
Carrillo war für die Weltmeisterschaften 2022 qualifiziert, zog aber kurzfristig seine Teilnahme zurück, da sein Reisegepäck mit seinen Schlittschuhen nicht rechtzeitig eingetroffen war.

## Ergebnisse
| Meisterschaft/Jahr              | 2017  | 2018  | 2019  | 2020  | 2021  | 2022  | 2023  | 2024  | 2025  |
| ------------------------------- | ----- | ----- | ----- | ----- | ----- | ----- | ----- | ----- | ----- |
| Olympische Winterspiele         |       |       |       |       |       | 22.   |       |       |       |
| Weltmeisterschaften             |       | 22.   | 33.   |       | 20.   | Z     |       | 15.   | 27.   |
| Vier-Kontinente-Meisterschaften |       | 18.   | 17.   | 15.   |       | Z     |       | 15.   | 11.   |
| Juniorenweltmeisterschaften     | 27.   | 21.   |       |       |       |       |       |       |       |
| Mexikanische Meisterschaften    |       | 1.    | 1.    | 1.    |       | 1.    |       |       |       |
| Grand-Prix-Wettbewerb/Saison    | 16/17 | 17/18 | 18/19 | 19/20 | 20/21 | 21/22 | 22/23 | 23/24 | 24/25 |
| Skate America                   |       |       |       |       |       |       | 12.   |       | 12.   |

- Z = Zurückgezogen